# …Like Clockwork
…Like Clockwork («…Как часы») — шестой студийный альбом американской рок-группы Queens of the Stone Age, выпущенный в 2013 году. Будучи спродюсированным самим коллективом, этот LP является первым, в записи которого участвовали басист Майкл Шумен и клавишник Дин Фертита, которые присоединились к Queens of the Stone Age во время тура в поддержку Era Vulgaris и записывали только бонусные треки для предыдущего релиза.

## Об альбоме

### Запись
Коллектив начал записывать …Like Clockwork в ноябре 2011 года; изначально планировалось, что продюсером станет Трент Резнор. 20 августа 2012 года на своей Facebook-странице группа рассказала о том, что записывает новый альбом. Переполох, который был во время записи, послужил вдохновением для названия пластинки. Омм рассказал Rolling Stone:
У нас были все эти чумовые победы, а потом все поехало в какие-то дальние края, мы отклонились от своего пути. И тут всем пришла в голову мысль: «Это же как часовая стрелка!». Мы вернемся туда, где уже были. Думаю, наше нездоровое чувство юмора всегда охраняло нас от крупных проблем, так что теперь мы решили использовать его в названии пластинки.
Омм также заявил, что альбом выйдет до их выступления на Download Festival. В ноябре на радио BBC фронтмен рассказал об уходе Джои Кастильо и о том, что ударные партии для выпуска исполнит Дэйв Грол, который ранее участвовал в записи Songs for the Deaf; помимо фронтмена Foo Fighters, на LP есть записи как с участием Джои Кастильо, так и с участием нового барабанщика Джона Теодора. Также в записи альбома принимали участие: Ник Оливери, Аллан Джохеннес, Марк Ланеган, Трент Резнор, Джейк Ширз, Броди Даль, Элтон Джон, Джеймс Лавель и Алекс Тёрнер. О вкладе последнего Омм рассказал на BBC Radio 1:
Алекс Тёрнер – свой парень. Мы вместе гоняли на мотоциклах,.. Можно сказать, что песня “Kalopsia” с нового альбома появилась благодаря ему. Я позвонил Алексу несколько лет назад, когда я только начинал подумывать о том, чтобы начать делать новую запись, и я сказал: «Привет, друг, подкинь-ка мне идейку». И он такой: «Калопсия». А я так: «Калопсия? Это ещё что?» И он сказал: «Это состояние, в котором все кажется красивее, чем есть на самом деле.

### Реклама и раскрутка
В начале мая 2013 был запущен сайт, на котором фанаты могли оставить номер для «звонка из темноты». После того, как желающий оставлял свой телефон, немного менялась картинка, и звучал голос, говоривший: «Есть там кто-то, или я просто хожу один?» Сообщение продолжалось фразами типа «Где ты прячешь мою любовь?» и подобной прозой. После завершения сообщения слушатель попадал на страницу, которая говорила вернуться на сайт 6 мая. Вдобавок, телефон, что был введён, получал текстовое сообщение, напоминающее о дате. 15 мая уже весь альбом был выложен на сайте SoundCloud.

#### Видеоролики
С 6 по 17 мая на сайте likeclockwork.tv были опубликованы видеоролики, связанные между собой, в которых представлены четыре безымянных героя. 5 июня появилась новость, что из данных видеороликов группа намеревается сделать полнометражный фильм.
Список видео, с прилагаемыми подзаголовками:
| №  | Название                                                                      | Длительность |
| -- | ----------------------------------------------------------------------------- | ------------ |
| 1. | «I Appear Missing (“Calling All Comas”)»                                      | 3:00         |
| 2. | «Kalopsia (“A Condition Wherein Things Appear More Beautiful Than They Are”)» | 1:51         |
| 3. | «Keep Your Eyes Peeled (“A Man Walks into a Bar…”)»                           | 3:01         |
| 4. | «If I Had a Tail (“Burn It ALL Down”)»                                        | 3:32         |
| 5. | «My God Is the Sun (“The Crack of Doom”)»                                     | 3:58         |

Видео для «My God Is the Sun» — единственное, которое содержит полную песню.

## Список композиций
| №   | Название                         | Приглашённые участники                               | Длительность |
| --- | -------------------------------- | ---------------------------------------------------- | ------------ |
| 1.  | «Keep Your Eyes Peeled»          | Джейк Ширз                                           | 5:04         |
| 2.  | «I Sat by the Ocean»             |                                                      | 3:55         |
| 3.  | «The Vampyre of Time and Memory» |                                                      | 3:34         |
| 4.  | «If I Had a Tail»                | Алекс Тёрнер, Ник Оливери и Броди Даль               | 4:55         |
| 5.  | «My God Is the Sun»              |                                                      | 3:55         |
| 6.  | «Kalopsia»                       | Трент Резнор                                         | 4:38         |
| 7.  | «Fairweather Friends»            | Элтон Джон, Трент Резнор, Ник Оливери и Марк Ланеган | 3:43         |
| 8.  | «Smooth Sailing»                 |                                                      | 4:51         |
| 9.  | «I Appear Missing»               |                                                      | 6:00         |
| 10. | «…Like Clockwork»                |                                                      | 5:24         |

## Над альбомом работали

### Группа
- Джош Хомме — вокал, бэк-вокал, гитара
- Трой Ван Левен — гитара, бэк-вокал, перкуссия, клавишные
- Дин Фертита — клавишные, гитара, бэк-вокал, перкуссия
- Майкл Шумен — бас, бэк-вокал

### Другие
- Дэйв Грол — ударные, перкуссия
- Алекс Тёрнер
- Трент Резнор
- Джейк Ширз
- Элтон Джон — пианино, клавишные, вокал
- Броди Даль — вокал
- Джеймс Лавель
- Джои Кастильо — ударные, перкуссия
- Ник Оливери — вокал
- Алан Джоханнез
- Марк Ланеган — вокал
- Джон Теодор — ударные, перкуссия